# Val Gronda (Mulegns)

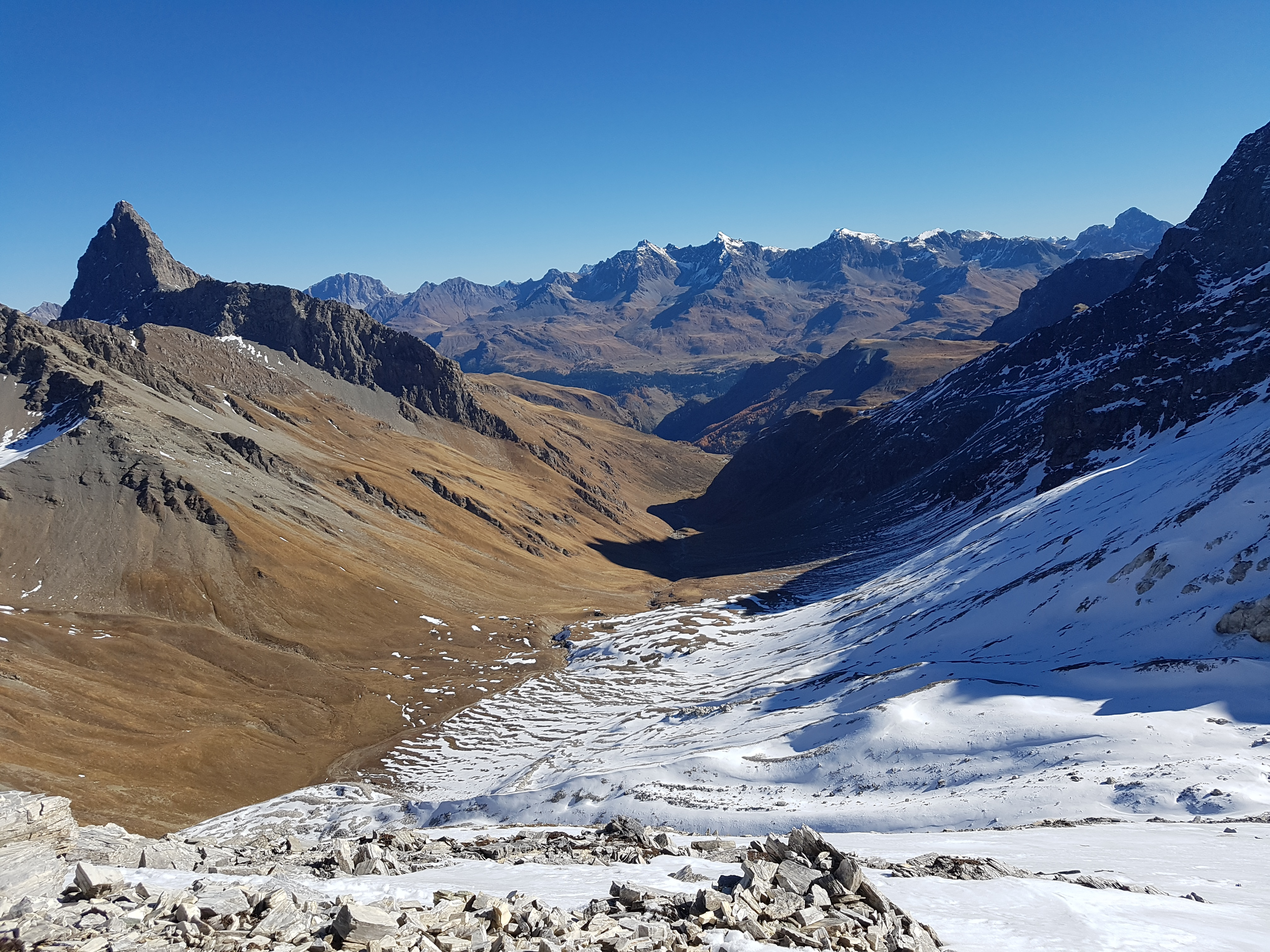
Blick vom Nordosthang des Usser Wissberg in die Val Gronda

Die Val Gronda ⓘ (rätoromanisch val ‚Tal‘ und gronda, feminin von grond für ‚gross‘) ist ein Tal im Schweizer Kanton Graubünden bei Mulegns in der Gemeinde Surses. Es ist 4,8 km lang und bis zu 2,8 km breit.
Das Tal Val Faller ist ein linksseitiges Nebental des Oberhalbsteins und reicht von Mulegns bis nach Plang, wo es sich in zwei Nebentäler aufteilt: südöstlich vom Piz Platta (3392 m ü. M.) das Val Bercla und nördlich vom Piz Platta das Val Gronda. Die Val Gronda reicht von Plang (1950 m ü. M.) bis zu den Pässen Tälifurgga (2817 m), Fuorcla Curtegns (2657 m) und Fuorcla Cagniel (2748 m) hinauf. Über die Tälifurgga kann via Täli das Averstal, über die Fuorcla Curtegns via Val Starlera ebenfalls das Averstal oder via Val Curtegns die Val Nandro erreicht werden. Die Val Curtegns kann auch über die Fuorcla Cagniel erreicht werden. Eingeschlossen wird das Tal vom Piz Platta (3392 m) im Süden, Mittler- (3001 m) und Usser Wissberg (3052 m) im Westen sowie vom Piz Cagniel (2975 m) und Piz Forbesch (3261 m) im Norden.
Die Val Gronda wird vom Ragn da Val Gronda durchflossen, das bei Faller mit dem Ragn da Val Bercla zusammen und unter dem Namen Ragn da Faller durch das Val Faller weiterfliesst. Bei Mulegns fliesst der Bach in die Julia.